# Río Jubera
El río Jubera es un curso de agua del interior de la península ibérica, afluente del Leza. Discurre por la comunidad autónoma española de La Rioja. Da nombre al valle a través del cual discurre desde su nacimiento en la Tierra de Cameros hasta su desembocadura en el valle del Ebro.

## Geografía
El río nace en las faldas norteñas del monte Atalaya (1518 m), el monte de mayor altitud de la sierra del Camero Viejo, perteneciente a la Cordillera Ibérica y discurre entre la sierra del Camero Viejo a su izquierda y la sierra de la Hez a su derecha, desembocando en el río Leza por la derecha, en el término municipal de Murillo de Río Leza, muy cerca de la desembocadura de este último en el Ebro.
En el Diccionario geográfico-estadístico-histórico de España y sus posesiones de Ultramar (1847) se decía que desagua en el Ebro (no se menciona al río Leza).

## Localidades en el valle
La Monjía, La Santa, Ribalmaguillo, Oliván, Santa Marina, Bucesta, Buzarra, Valtrujal, Dehesillas, San Vicente de Robres, Robres del Castillo, San Martín, Jubera, El Collado, Santa Cecilia, Zenzano, Lagunilla del Jubera, Ventas Blancas y Murillo de Río Leza.
Muchas de estas localidades están despobladas. La comarca de Robres del Castillo monte arriba era conocida antaño como Las Alpujarras de Cameros.

## Historia
Aparece descrito en el noveno volumen del Diccionario geográfico-estadístico-histórico de España y sus posesiones de Ultramar de Pascual Madoz de la siguiente manera:

JUBERA: r. en la prov. de Logroño, part. jud. de Torrecilla: nace en el térm. jurisd. de La Santa, y corriendo de S. á N. baña los térm. de Valtrujal, Jubera, Las Ruedas, Ocon y Sta. Lucía por la der., y los de Bucesta, Sta. Engracia, San Prudencio y otros por la izq., entrando en la Rioja por el part. de Logroño para desaguar en el Ebro: sus aguas se aprovechan para el riego de las tierras que se encuentran á sus orillas; y para dar impulso á algunos molinos harineros: se cria en él alguna pesca de escelente gusto: le atraviesan algunos puentes para comunicarse los pueblos de ambas orillas.
(Madoz, 1847, p. 650)

También aparece descrito en el volumen titulado Diccionario Geográfico-histórico de España, sección II, comprende la Rioja o toda la provincia de Logroño y algunos pueblos de la de Burgos del año 1846, escrito por Ángel Casimiro de Govantes.

JUBERA: río, el río de Jubera nace en la falda septentrional de las sierras o del antiguo Idubenda, cerca de Lasanta y Santa María, corre de S. a N. pasando las jurisdicciones de Valtrujal, Bucesta, las Dehesillas, Jubera, San Julián, Las-Ruedas, Ventas-Blancas, Santa Lucía y Murillo de río Leza, en donde se une con el río Leza entrando juntos al Ebro.
(Govantes, 1846, p. 96)